# Hôtel de Saxe (Leipzig)

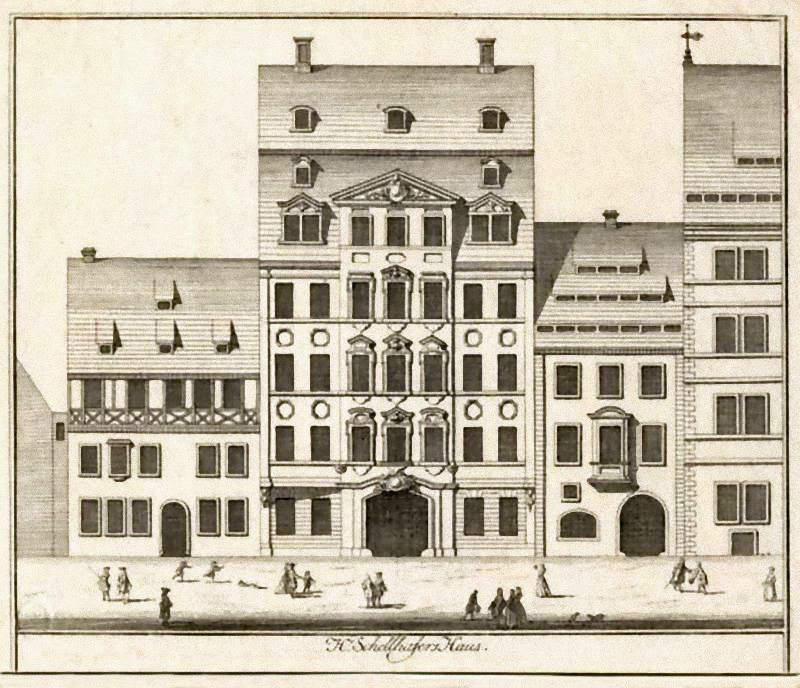
Schellhaferhaus, das spätere Hôtel de Saxe um 1750

Das Hôtel de Saxe war vom 18. bis ins 20. Jahrhundert ein Hotel in der Leipziger Innenstadt.

## Geschichte
Im Jahre 1711 (oder 1717) wurde auf dem jetzigen Grundstück Klostergasse 9 für die Leipziger Handelsfamilie Schellhafer (andere Quelle: für den Handelsherrn Nicolaus Zehe) ein barockes Stadthaus errichtet. Das ehemals dem Augustiner-Chorherrenstift gehörende Grundstück war schon vor dessen Säkularisation in Privatbesitz,  gehörte z. B. 1529 dem Bürgermeister  Wolf Wiedemann  und war schon bebaut. Das Barockhaus wird sowohl bei David Schatz als auch bei Christian Döring als dessen Werk angegeben. Beide waren zu dieser Zeit in Leipzig tätig.

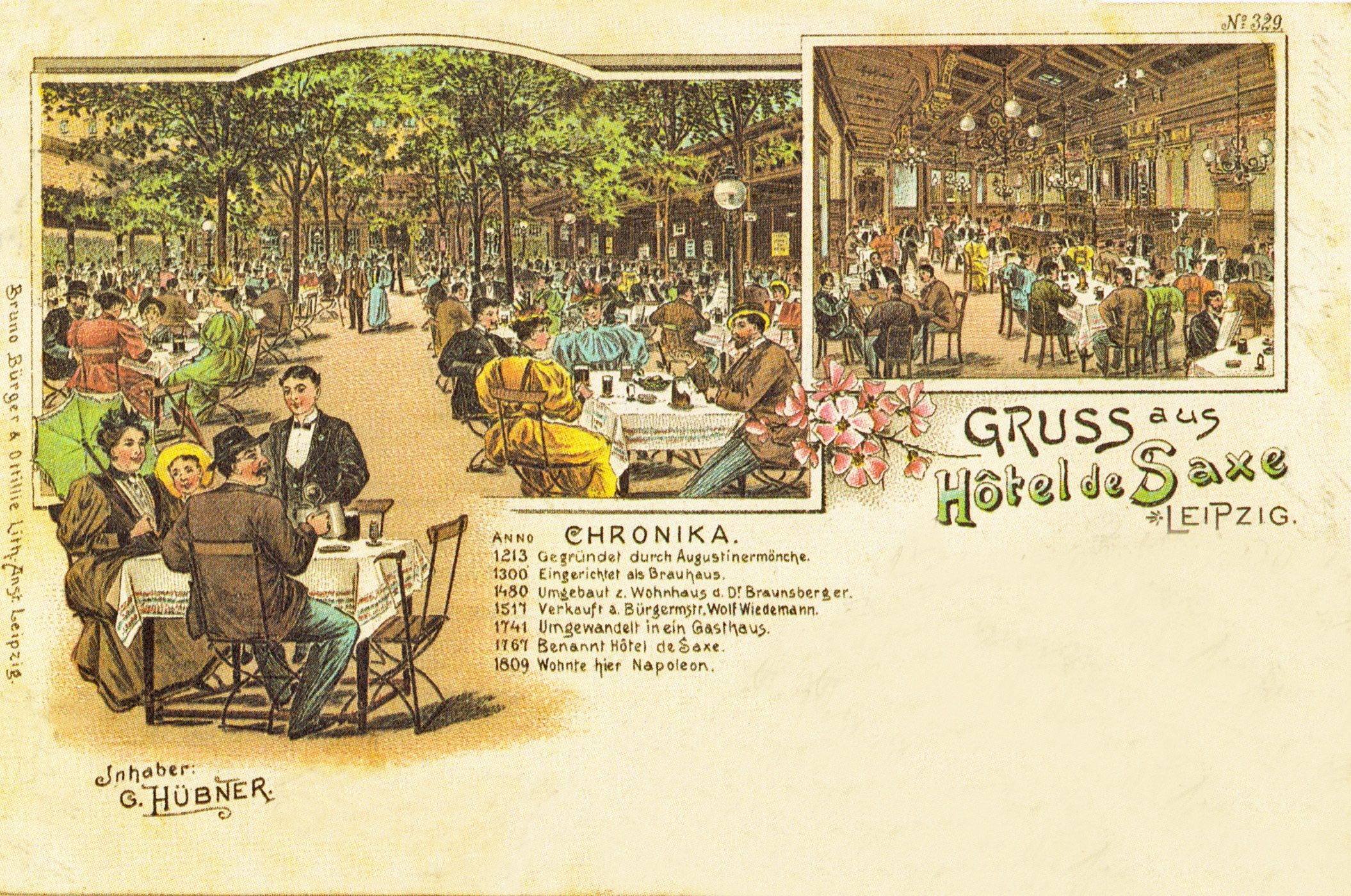
Im Hôtel de Saxe um 1900

Im Jahre 1776 erhielt das nunmehr hier befindliche Martiussche Gasthaus das Recht, sich Hôtel de Saxe zu nennen. Es spielte insbesondere mit seinem Saale im Leipziger Musikleben des 18. und zu Anfang des 19. Jahrhunderts eine wesentliche Rolle. Hier kam das von Universitätsmusikdirektor Johann Gottlieb Görner geleitete Collegium musicum zusammen, die Konkurrenz zum Bachischen Collegium musicum. Im Sommer 1787 organisierte Johann Adam Hiller eine Reihe von Konzerten im Hôtel de Saxe; 1791 lud der Königlich Preußische Kammerkomponist Carl Stamitz zu einer „musikalischen Akademie“. In der Konzertsaison 1809/10 fanden hier die ersten öffentlichen Konzerte des 1808 gegründeten Gewandhaus-Quartetts statt.
Ob Mozart während seines Leipziger Aufenthalts 1789 im Hôtel de Saxe übernachtete, ist nicht bekannt; seine Witwe Constanze tat es 1796 und hatte die Partitur des Requiems d-Moll (KV 626) für die Leipziger Erstaufführung unter Johann Gottfried Schicht im Gepäck. Auch Frédéric Chopin quartierte sich am 27. September 1835 hier ein. Gemäß einer Informationstafel am Nachfolgebau sollen auch Napoleon, Blücher, Goethe und Gneisenau hier logiert haben.
In der zweiten Hälfte des 19. Jahrhunderts war das Hôtel de Saxe ein wichtiges Versammlungslokal für Leipzig. 1859 kaufte es der Teilnehmer am Dresdner Maiaufstand 1848 und anschließend verurteilte Ludwig Würkert. Er betrieb hier von 1861 bis 1867 seine „Restauration für Volksbildung, Volksveredlung und Volksermutigung“, in der wöchentlich Vorträge stattfanden. Hier traten unter anderen Emil Adolf Roßmäßler und Alfred Brehm auf.
Ab 1862 befand sich hier der Sitz des Vereins Vorwärts, aus dem 1865 unter der Leitung von August Bebel der Leipziger Arbeiterbildungsverein hervorging. Hier verkehrten u. a. Wilhelm Liebknecht und Karl Liebknecht, und auch in den Erinnerungen von August Bebel fand das Hôtel de Saxe seinen Niederschlag.

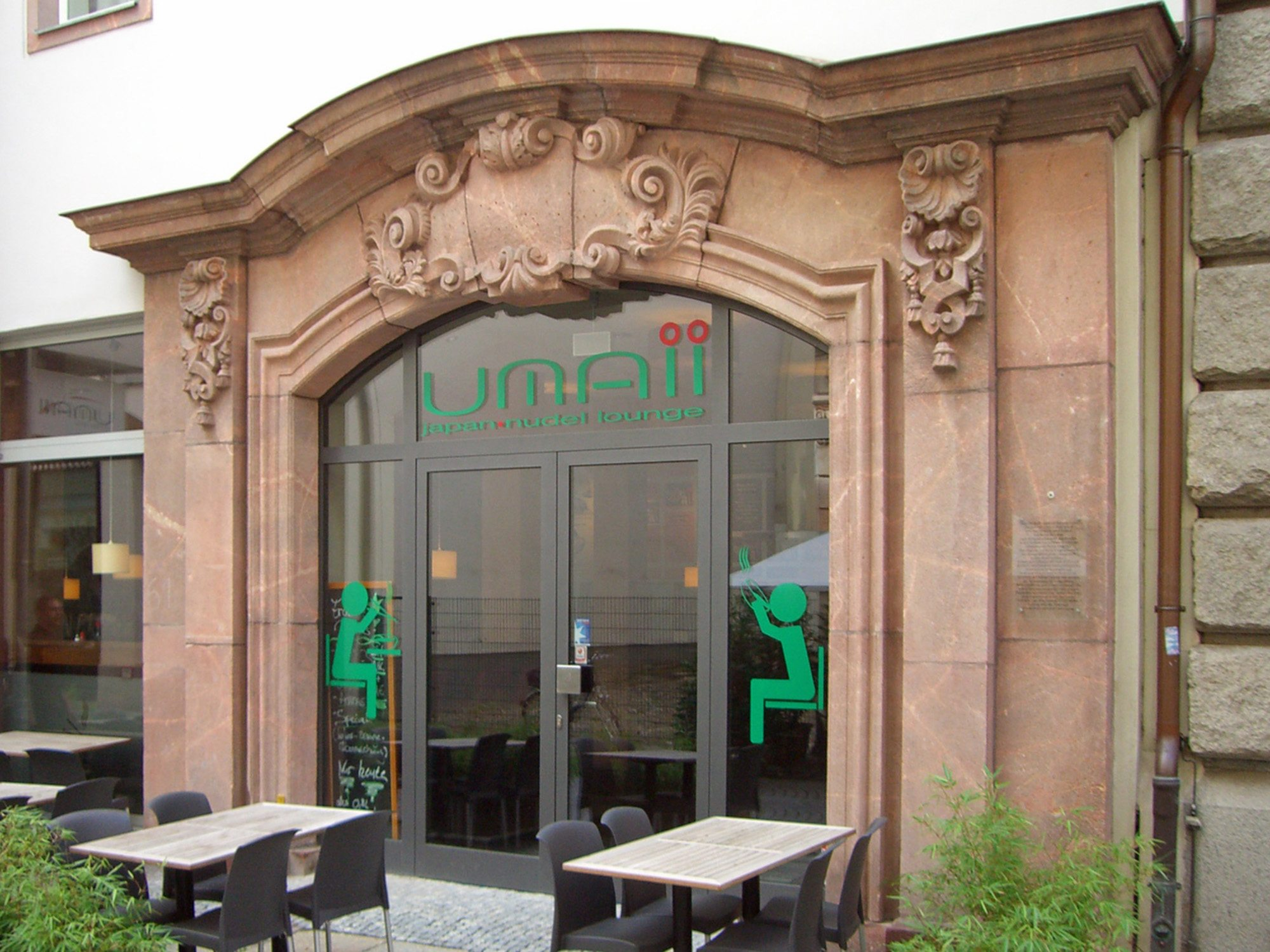
Kopie des Tores zum Hôtel de Saxe am Nachfolgerbau Klostergasse 9

1909 wurde der Hotelbetrieb eingestellt. Der Name für das Haus aber blieb.
1968 wurde das während des Zweiten Weltkriegs kaum beschädigte Gebäude wegen Baufälligkeit abgerissen. An gleicher Stelle entstand von 1976 bis 1978 ein Neubau, in den das im Krieg zerstörte Grundstück Nr. 7 einbezogen wurde. Eine unvollständige Kopie des ursprünglichen Barockportals wurde nachträglich in den Neubau eingefügt. Zusätzlich verweist eine Gedenktafel auf die historische Bedeutung des ehemaligen Hotels.

## Weiteres
Seit 1994 gibt es im Leipziger Stadtteil Gohlis wieder ein Hotel, das den Namen Hotel de Saxe trägt.